# San Andrés, Xiutetelco
San Andrés är en ort i Mexiko.   Den ligger i kommunen Xiutetelco och delstaten Puebla, i den sydöstra delen av landet, 190 km öster om huvudstaden Mexico City. San Andrés ligger 2 033 meter över havet och antalet invånare är 2 299.
Terrängen runt San Andrés är bergig. Runt San Andrés är det ganska tätbefolkat, med 149 invånare per kvadratkilometer. Närmaste större samhälle är Teziutlan, 3,7 km nordväst om San Andrés. I omgivningarna runt San Andrés växer huvudsakligen savannskog.